# Cynna Kydd
Cynna Kydd (cuyo apellido de soltera es Neele;  Kyabram, Victorian, 18 de septiembre de 1981) es una exjugadora de baloncesto profesional australiana. Kydd logró cierto éxito en el netball y la natación en sus primeros años de vida, y jugó en la Liga Estatal de Productores Lecheros a la edad de 16 años. También fue seleccionada para el equipo nacional sub-21 en 1999 y fue aceptada por el Instituto Australiano de Deportes. antes de iniciar su carrera profesional.
Kydd fue una goleadora para los Melbourne Kestrels en el Trofeo Commonwealth Bank de 2000 a 2006, y fue capitana del club durante los últimos dos años. Una tiradora precisa y de alto puntaje, fue una de las mejores jugadoras de la liga de esa época, ganando el premio al Jugador Más Valioso de la competencia en 2004. También fue miembro frecuente del equipo nacional australiano de netball de 2003 a 2005. Su carrera fue obstaculizada por lesiones y mala forma en años posteriores, y luchó después de ser retirada de la selección nacional a principios de 2005 y perderse un regreso a tiempo para los Juegos de la Mancomunidad de 2006 después de sufrir una conmoción cerebral grave a fines de año.
Kydd tomó la  decisión al comienzo de la temporada 2006 de pasarse de los Kestrels, donde había sido capitana, al rival del club, el Melbourne Phoenix, pero duró solo una temporada antes de alejarse del club para viajar al extranjero. Posteriormente firmó con el club Canterbury Flames de Nueva Zelanda para la temporada 2007 de la Copa del Banco Nacional, pero retiró sus servicios antes de jugar un partido debido a una lesión. Posteriormente se mudó a Inglaterra, donde jugó baloncesto mixto de grado menor.

## Infancia
Kydd nació en la ciudad victoriana de Kyabram y comenzó a jugar netball competitivo a los nueve años. Aunque también era una nadadora talentosa, se vio obligada a elegir entre los dos deportes y finalmente eligió el netball. Jugó para equipos locales y representativos de Goulburn Valley cuando era adolescente y, en 1998 a la edad de 16 años, fue seleccionada para jugar para el Eastside Netball Club en la competencia estatal de la Liga Estatal Dairy Farmers, junto con tres jugadores de la liga nacional. A pesar de un viaje diario regular de tres horas y tener que hacer malabarismos con los compromisos deportivos con los estudios en Kyabram Secondary College, jugó un papel integral en el cargo de primer ministro de Eastside ese año. Posteriormente fue nombrada en el equipo estatal sub-21 para el Campeonato Nacional Australiano de Netball anual y en el equipo Melbourne Kestrels para la temporada 1999.
A pesar de no haber jugado nunca un partido de liga nacional, Kydd fue seleccionada en la selección nacional sub-21 (Sub-21) en 1999, que, como resultado de las reformas realizadas ese año, automáticamente la vio admitida en el Instituto Australiano del Deporte (AIS ).  Pasó la temporada de 1999 jugando para el equipo AIS en la liga estatal de Victoria, antes de cambiar a sus contrapartes de Australia del Sur para la temporada 2000. Kydd, con 188 cm (6 pies 2 pulgadas) de altura, se ganó la reputación de ser una tiradora eficaz y, a pesar de que a menudo se perdía partidos como resultado de su participación en la selección nacional sub-21, era una parte clave del equipo.

## Debut en el Trofeo del Commonwealth Bank
Kydd hizo su debut con los Melbourne Kestrels en abril de 2000 pero, debido a su relativa inexperiencia, se le pidió que jugara solo dos partidos para ellos durante la temporada. Fue seleccionada en la selección nacional sub-21 para realizar una gira por Jamaica en mayo, seguida de una exitosa temporada con el equipo como parte del equipo para la Copa Mundial Juvenil en Gales. Al final de la temporada, Kydd fue nombrado en el equipo abierto estatal para los campeonatos nacionales y, aunque permaneció en el equipo sub-21, también fue incluido en el equipo abierto nacional inicial, a pesar de haber jugado solo dos partidos de la liga nacional. Sin embargo, la escuadra nacional disfrutaba en ese momento de un exceso inusual de tiradores, y fue apartada del equipo en medio de una feroz competencia de otros seis jugadores prominentes, todos con el objetivo de solo tres posiciones en el equipo final. Sin embargo, su decepción se compensó en parte cuando ganó el premio al Mejor Nuevo Talento del Commonwealth Bank Trophy, valorado en 5.000 dólares australianos, en febrero de 2001.
Kydd se graduó de la escuela secundaria a fines de 2000 y se mudó a Kensington, un suburbio del interior de Melbourne, en febrero de 2001 para estudiar turismo y hotelería en la Universidad de Victoria. Al comienzo de la temporada 2001, dos de las principales estrellas de los Kestrels, Shelley O'Donnell y Janine Ilitch, anunciaron que estarían marginadas durante la mayor parte o toda la temporada debido al embarazo, y se pidió a Kydd que ocupara el puesto vacante. Se convirtió en una jugadora central al instante, y aunque los Kestrels lucharon, Kydd formó una combinación efectiva con la goleadora Amanda Burton (con quien había jugado anteriormente en la competencia interestatal). Kydd estuvo entre las jugadoras más destacadas del equipo y fue elogiada con frecuencia en los medios tanto por su precisión como por su consistencia, quedando al final de la temporada con 390 goles y el quinto promedio de anotaciones más alto de la competencia. Continuó representando a Australia en la competencia sub-21, siendo seleccionada para varios partidos en casa contra Inglaterra y una gira por Nueva Zelanda, y nuevamente fue seleccionada en el equipo nacional abierto en el período previo a los Juegos de la Commonwealth de 2002, pero nuevamente fue apartada del equipo final.

## Fomentando su carrera
A pesar de que se había perdido la selección de los Juegos de la Commonwealth, Kydd se había ganado la reputación de ser una oponente particularmente difícil al comienzo de la temporada 2002 del Trofeo del Commonwealth Bank. Estuvo constantemente entre los mejores jugadores de la liga, particularmente después de que nuevamente fue emparejada con Burton, debido a la despedida de la nueva recluta Kristy Doyle. Marcó su gol número 500 con los Kestrels a mitad de temporada y se destacó contra algunos oponentes particularmente difíciles, incluida la entonces capitana australiana Kathryn Harby-Williams. Ella fue fundamental para ayudar a los Kestrels a llegar a las semifinales por primera vez desde 1999, y fue la tercera máxima anotadora de la liga. Kydd fue nuevamente nombrada en el equipo nacional extendido al final de la temporada, y finalmente sobrevivió al corte, siendo nombrada en el equipo para recorrer Jamaica a principios de 2003, venciendo a las tiradoras rivales Jane Altschwager y Megan Dehn por la vacante causada por el retiro de la veterana jugadora Jacqui Delaney.

### Selección internacional
Con tan solo 21 años, Kydd era la jugadora más joven en la gira de Jamaica y, mientras estuvo de gira con el resto del equipo, fue desestimada para un puesto de prueba. Finalmente hizo su debut completo contra Sudáfrica poco después, y logró cimentar su posición con una excelente actuación, logrando una tasa de precisión del 94 % en la tercera prueba. Esta actuación, junto con una forma similar en la liga nacional, la llevó a ser seleccionada en el equipo inicial para el Campeonato Mundial de Netball 2003. Jugó todos los partidos de los campeonatos mundiales de julio a expensas de la veterana Eloise Southby, una decisión que provocó cierta controversia. Posteriormente ayudó a los Kestrels a la final de eliminación y, al final de la temporada, fue nombrada como la nueva vicecapitana del equipo, con su predecesora Janine Ilitch asumiendo la capitanía. También ganó el codiciado premio Jugador de Jugadores del Trofeo Commonwealth Bank y empató en el tercer lugar en el recuento de Jugador Más Valioso.

## Cima de la carrera
Con la experiencia obtenida en varias temporadas en la liga nacional, Kydd alcanzó su punto máximo en 2004. Rara vez tuvo problemas en la liga nacional durante todo el año, anotó 436 goles con una precisión promedio del 79%, uno de los mejores porcentajes de la liga. Aunque Burton se había retirado  y creó un vacío que los Kestrels lucharon por llenar, nuevamente jugó un papel vital en el equipo que llegó a la serie final. También estableció su lugar como miembro regular del equipo nacional, jugando en series de prueba contra Sudáfrica y Nueva Zelanda y un partido de práctica contra Inglaterra. Aunque inicialmente luchó contra los Silver Ferns, Kydd mejoró en el espacio de la serie y fue premiada como la jugadora del partido en la tercera prueba. Al final de la gira, recibió algunos elogios por estar entre los mejores de Australia en lo que había sido una serie desastrosa. Fue recompensada por su forma cuando fue una elección sorpresa para el premio al Jugador Más Valioso del Trofeo Commonwealth Bank 2004,  y fue seleccionada entre las veteranas internacionales favoritas Catherine Cox y Sharelle McMahon. Cuando la capitana Ilitch fue descartada para 2005 debido a un embarazo, Kydd fue la elección natural para reemplazarla, y pronto fue anunciada como la nueva líder de los Kestrels.

## Pérdida de forma y lesiones
Kydd se graduó de la universidad a fines de 2004, pero tuvo grandes dificultades para encontrar empleo ya que sus compromisos con el baloncesto asustaban a los posibles empleadores. También se comprometió con Garth Kydd, miembro del equipo de baloncesto masculino australiano, con quien se casó en abril de 2006. Se esperaba que Kydd volviera a figurar entre los mejores de la liga, sin embargo, fue decepcionante contra Sudáfrica en febrero. También tuvo problemas en los primeros partidos de la temporada de la liga nacional, un resultado que se atribuye en gran parte a los nervios asociados con la capitanía. Comenzó a recuperar su forma, pero en mayo se rompió el dedo. Ella continuó jugando, pero la lesión inhibió severamente su desempeño durante cuatro semanas. En junio, fue expulsada de la selección nacional por primera vez en dos años como resultado de una mala forma y una lesión, y la entrenadora nacional Norma Plummer dijo que estaba «muy decepcionada de que [Kydd] lo hubiera dejado caer» y que  «nunca pensé que tendría que [sacarla del equipo]». La veterana Southby-Halbish fue contratada para reemplazarla y Kydd admitió que su precisión había estado muy por debajo de los niveles ideales. Mejoró notablemente en las dos rondas siguientes, pero el 23 de julio sufrió una conmoción cerebral importante después de recibir un fuerte golpe en la cabeza durante un partido contra los Adelaide Thunderbirds, que requirió que la llevaran al hospital. Una brillante actuación contra los Perth Orioles la siguiente semana parecía sugerir una rápida recuperación, sin embargo, estuvo plagada de complicaciones durante el resto de la temporada.
En un intento por recuperar su posición en el equipo nacional, Kydd asistió al primer campo de entrenamiento del equipo extendido en septiembre de 2005, pero fue una de las varias jugadoras que se vieron obligadas a abandonar después de sucumbir a un virus. Posteriormente se quedó fuera del equipo para una gira de práctica por Jamaica y Nueva Zelanda en el período previo a los Juegos de la Mancomunidad de 2006, pero continuó con sus esfuerzos para formar parte del equipo para los Juegos. Finalmente, el 10 de diciembre de 2005, retiró voluntariamente su nombre de la selección, señalando las complicaciones en curso de la conmoción cerebral anterior (los médicos del equipo indicaron que probablemente había intentado regresar demasiado rápido) y su baja motivación.

## Pase al Melbourne Phoenix
Después de retirarse del equipo de los Juegos de la Mancomunidad, Kydd tomó una pausa de cuatro meses del deporte para recuperarse de la lesión y recuperar la motivación. Se casó con su prometido Garth en abril de 2006 y, aunque es ampliamente conocida por su apellido de soltera, decidió adoptar el apellido de su marido. Kydd comenzó el proceso de volver a firmar con los Kestrels para la temporada 2006 y regresó a los entrenamientos con el club en marzo de 2006, pero sorprendió al equipo cuando firmó contrato con su rival más exitoso, Melbourne Phoenix, solo tres semanas antes del inicio de la temporada. La deserción de su equipo anterior provocó un notable antagonismo entre los rivales tradicionales con la exentrenadora de Kydd, Jane Searle y varios compañeros de equipo que se vieron conmocionados por la brusquedad del cambio.
Después de seis años en los Kestrels, el cambio de equipo obligó a Kydd a adaptarse a una nueva combinación de tiro con la veterana internacional Sharelle McMahon. Como había tenido pocas oportunidades de entrenar con el nuevo equipo antes de la apertura de la temporada, la pareja inicialmente tuvo algunas dificultades para adaptarse al estilo del otro. Sin embargo, después de un comienzo tenue, la pareja encontró la forma y fue capaz de formar un combinación relativamente exitosa. Kydd anotó 360 goles en la temporada y ayudó al Phoenix a convertirse en el equipo con mejor puntuación de la temporada, aunque en ocasiones la forma irregular del equipo en general vio al equipo posicionarse fuera de los dos primeros al final de la temporada. Kydd no fue tenida en cuenta para regresar a la selección internacional durante la temporada 2006-07.
En octubre de 2006 Kydd anunció que dejaría el Phoenix después de solo una temporada, un movimiento que sorprendió a la entrenadora Julie Hoornweg. La jugadora dijo que estaba viajando al extranjero con su esposo, lo que llevó a la especulación de que jugaría en Nueva Zelanda. Hoornweg dijo que si hubiera sabido que Kydd no mantendría su compromiso a largo plazo, habría preferido invertir en talentos jóvenes. refiriéndose a ella como una "jugadora en riesgo". En noviembre el Canterbury Flames de Nueva Zelanda anunció a Kydd en su equipo para la Copa National Bank de 2007. Su contrato debía comenzar en febrero de 2007 para poder cumplir con los compromisos laborales con la Asociación de Albergues Juveniles, Victoria. Sin embargo, Kydd retiró su compromiso con los Flames sin jugar un partido, citando consejos médicos, debido a un incidente de conmoción cerebral. A finales de 2007 Kydd jugaba netball mixto en el Reino Unido en la competición PIM Mixed A.